# Articulación del hombro
La articulación del hombro o glenohumeral es una articulación dada perteneciente al grupo de las diartrosis, variedad de enartrosis, cuyas superficies articulares son la cabeza del húmero y la cavidad glenoidea de las escápula, ambas recubiertas de cartílago articular hialino.

## Superficies articulares
Cuenta con varias superficies articulares, como lo es la clavícula, el húmero y la bolsa sinovial, las cuales se encargan de hacer de la articulación una función normal en el cuerpo.

## Medios de unión
La cabeza del húmero se fija a la cavidad glenoidea de la escápula por los ligamentos capsular, coracohumeral y glenohumerales:
1. Ligamento capsular
Es la cápsula articular, de naturaleza fibrosa y con forma de manguito cuyos extremos se fijan en el cuello del húmero, por abajo, y el contorno de la cavidad glenoidea por arriba.
2. Ligamento coracohumeral
Grueso y resistente, insertado en la apófisis coracoides de la escápula, y en el tubérculo mayor del húmero. Por arriba, se confunde en parte con la cápsula articular.
3. Ligamentos glenohumerales, también gruesos y resistentes:
  1. Ligamento glenohumeral superior: parte anterosuperior de la articulación, del rodete glenoideo, por arriba, al cuello anatómico del húmero, por abajo.
  2. Ligamento glenohumeral medio: del tubérculo supraglenoideo al tubérculo menor del húmero.
  3. Ligamento glenohumeral inferior: es el más fuerte de los tres. En la parte inferior de la articulación, va del rodete glenoideo a la parte anteroinferior del cuello quirúrgico del húmero.

El conjunto dibuja una Z expandida sobre la cara anterior de la cápsula. Existen puntos débiles entre los tres haces: Foramen de Wietbrecht y Foramen de Rouviere, por el que la sinovial articular puede comunicarse con la bolsa serosa subcoracoidea.
1. Ligamento humeral transverso
2. Ligamentos coracoglenoideo

## Membrana sinovial
La membrana sinovial de esta articulación reviste la superficie interior de la cápsula articular en cuyos extremos se refleja, para terminar en los perímetros de las superficies articulares.

## Galería

Diagrama de la articulación del hombro, vista posterior.